# Cajeme
Cajeme är en kommun i Mexiko.   Den ligger i delstaten Sonora, i den nordvästra delen av landet, 1 400 km nordväst om huvudstaden Mexico City.
Följande samhällen finns i Cajeme:
- Ciudad Obregón (som hette Cajeme fram till 1928)
- Pueblo Yaqui
- El Tobarito
- Marte R. Gómez
- Cocorit
- Cuauhtémoc
- Antonio Rosales
- Estación Corral
- 31 de Octubre
- Progreso
- Morelos Uno
- Francisco Villa
- Los Hornos
- Ejido Tepeyac
- Zona de Granjas
- La Argentina
- Buenavista
- Tajimaroa
- Díaz Ordaz
- Puente de Picos
- Calle Muerta
- Solidaridad
- El Henequén
- La Carabina
- La Ladrillera Canal Alto
- Centauro del Norte
- Comunidad Xóchitl